# Dragon Ball Kai: Ultimate Butoden
Dragon Ball Kai: Ultimate Butoden (ドラゴンボール改 アルティメット武闘伝?, Doragon Bōru Kai Arutimetto Butōden) è un videogioco basato sull'anime Dragon Ball Kai per Nintendo DS. Il gioco è stato distribuito in Giappone il 3 febbraio 2011.
Dragon Ball Kai: Ultimate Butoden è un picchiaduro in 3D.

## Sviluppo
Dragon Ball Kai: Ultimate Butoden è stato annunciato dalla rivista settimanale Shōnen Jump. Nel dicembre 2010 furono mostrati diversi screenshot del gioco sulla rivista V-Jump.

## Modalità di gioco

### Storia
Nel gioco è presente la modalità storia che ricopre tutta la saga di Dragon Ball Z e qualche vicenda di alcuni film della serie.

### Challenge
La modalità challenge contiene diversi combattimenti da completare per ottenere diversi bonus.

### Versus
Nella modalità Versus si può combattere liberamente con tutti gli avversari sbloccati. In questa modalità è possibile combattere sia contro la CPU sia in multiplayer.

### Allenamento
Nella modalità Allenamento è possibile sperimentare le mosse dei personaggi.

### Personalizza
Nella modalità Personalizza è possibile personalizzare i personaggi con i vari indumenti disponibili.

## Personaggi
- Goku (Base, Super Saiyan, Super Saiyan 2, Super Saiyan 3)
- Vegeta (Base, Super Saiyan, Super Saiyan 2)
- Majin Vegeta
- Gohan bambino
- Gohan ragazzo (Base, Super Saiyan, Super Saiyan 2)
- Gohan adulto (Base, Super Saiyan)
- Trunks del futuro (Base, Super Saiyan)
- Trunks bambino (Base, Super Saiyan)
- Goten (Base, Super Saiyan)
- Gotenks (Super Saiyan 3)
- Piccolo
- Crilin
- Yamcha
- Tenshinhan
- Jiaozi
- Videl
- Freezer (Trasformazione finale)
- Mecha Freezer
- Zarbon (Base)
- Dodoria
- Capitano Ginew
- Jeeth
- Butter
- Rikoom
- Guldo
- Bardack
- Nappa
- Radish
- Cell (forma perfetta)
- C-16
- C-17
- C-18
- Dr. Gelo
- Super Gogeta
- Vegeth (Super Saiyan)
- Broly (Super Saiyan leggendario)
- Majin Bu
- Super Bu
- Kid Bu
- Re Kaioh